# Südpfalz

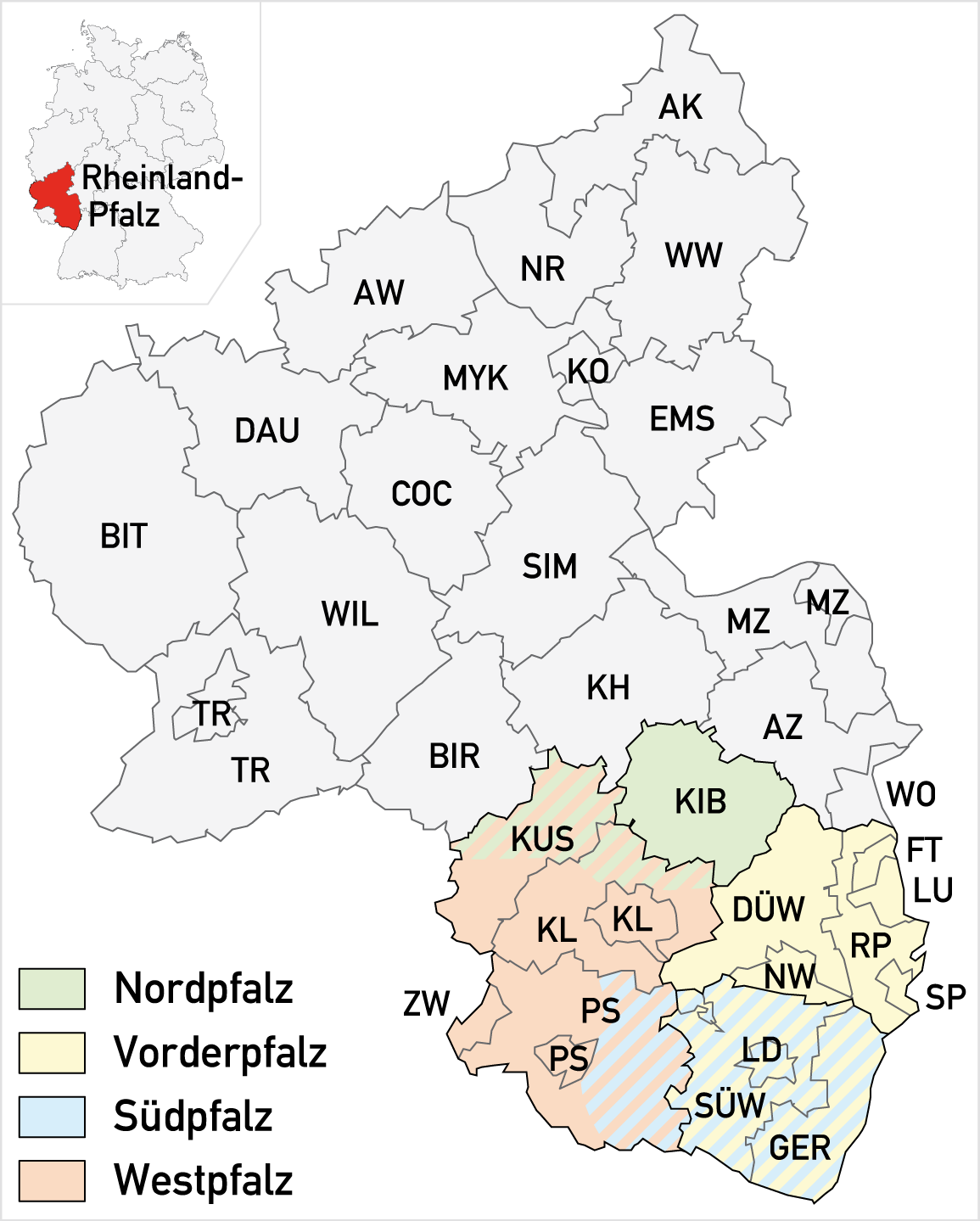
Rheinland-Pfalz mit der
Lage der Südpfalz

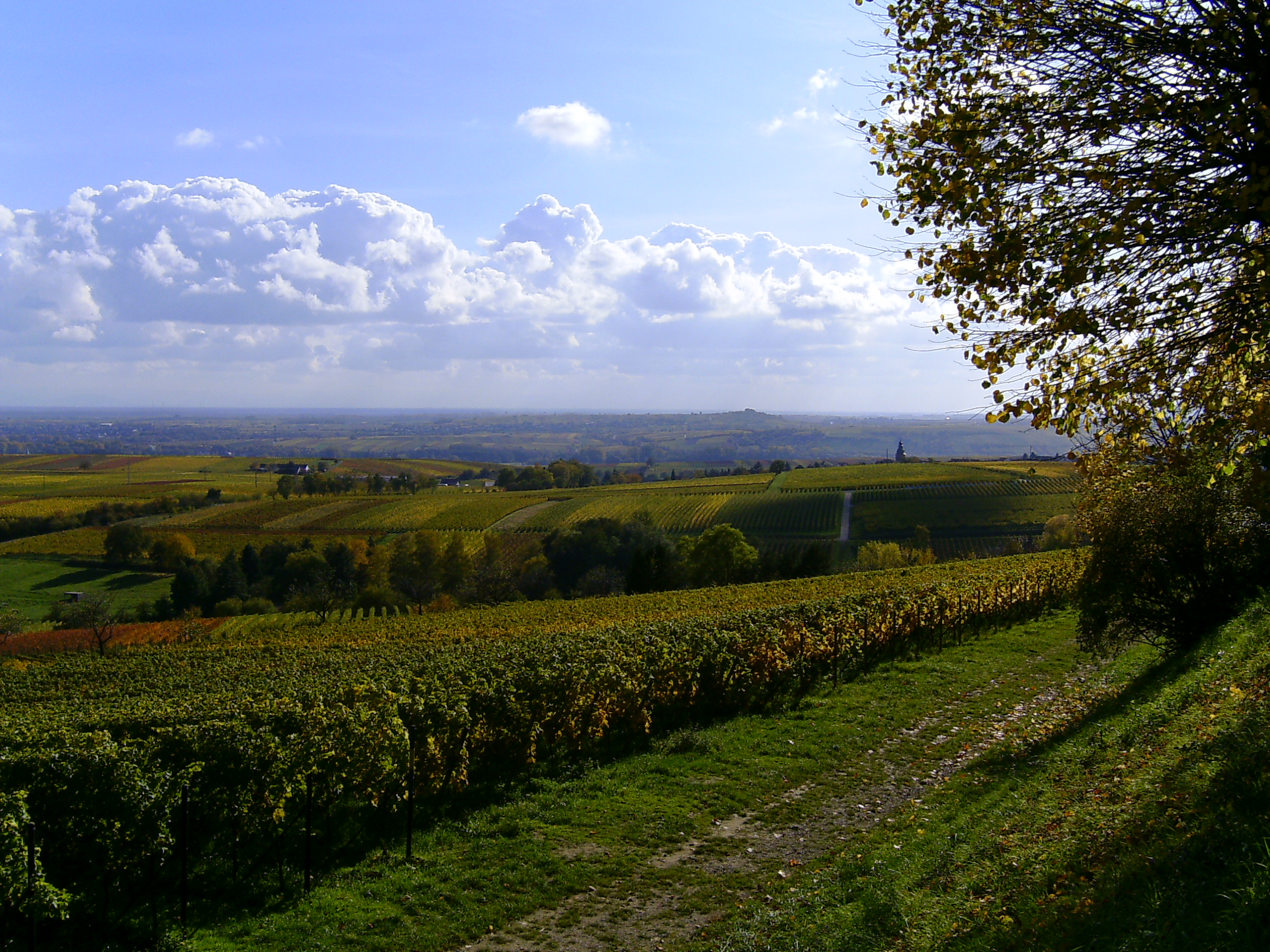
Die Südpfalz bei Gleisweiler

Die Südpfalz ist der südliche und südöstliche Teil der Region Pfalz in Rheinland-Pfalz.

## Struktur und Grenzen
Im Wesentlichen besteht die Südpfalz aus den Landkreisen Germersheim und Südliche Weinstraße sowie der Stadt Landau. Wegen des ähnlichen Dialekts werden noch Teile im Osten des Landkreises Südwestpfalz, insbesondere die Region um Dahn, hinzugezählt.
Im Norden grenzt die Südpfalz an die Vorderpfalz, im Osten an den Rhein, im Süden an das französische Unterelsass und im Westen an die Westpfalz.

## Geschichte
1809 folgten 63 bzw. 66 oder gar 76 Familien, die überwiegend aus der durch die Napoleonischen Kriege verheerten Südpfalz stammten und 95 % der damaligen Einwohnerschaft der Südpfalz ausmachten, der Einladung von Zar Alexander I. und wanderten nach Russland aus, wo sie die Mutterkolonie Landau gründeten. Die meisten dieser Pfälzer Familien kamen aus den Kreisen Germersheim, Bergzabern, Landau und Pirmasens, die meisten der Elsässer aus dem Kanton Weißenburg.

## Städte
In der Südpfalz liegen die folgenden Mittel- und Kleinstädte, die – beginnend mit der wichtigsten Stadt Landau – im Uhrzeigersinn aufgelistet sind:
- Landau in der Pfalz
- Germersheim
- Wörth
- Kandel
- Bad Bergzabern
- Annweiler
- Dahn
- Edenkoben

## Dialekt
Das Südpfälzische stellt keinen eigenständigen Dialekt dar, sondern ist lediglich die südliche Variante des Vorderpfälzischen. Auffällig am Südpfälzischen ist vor allem der starke Gebrauch des Umlauts ä, der aus Diphthongen wie ei und au gebildet wird. Außerdem die Aufweichung des im Vorderpfälzischen hart ausgesprochenen Konsonanten g zu einem sanft anklingenden ch, was dem Südpfälzischen insgesamt eine tendenziell weichere Sprachmelodie verleiht.
Die Differenzen zwischen Vorderpfälzisch und Südpfälzisch beschränken sich auf die oben genannten Unterschiede in der Aussprache und die Verwendung einzelner Wörter. So ist beispielsweise das Verb groine für weinen im Vorderpfälzischen sehr verbreitet, während es im Südpfälzischen gar nicht verwendet wird. Umgekehrt sind die südpfälzischen Ausdrücke Määd für Mädchen oder naa für hin im Vorderpfälzischen unbekannt.
Vor allem im Übergangsbereich der nördlichen Südpfalz in die Vorderpfalz bzw. der südlichen Vorderpfalz in die Südpfalz beeinflussen sich beide Varianten gegenseitig, und es kann zu einem Mischdialekt kommen. Im Bereich der französischen Grenze lassen sich auch Anklänge an die elsässische Variante des Alemannischen heraushören.
In der nachfolgenden Tabelle sind wesentliche Unterschiede zwischen dem Süd- und dem Vorderpfälzischen mit Beispielen aufgezeigt.
| Hochdeutsch  | Südpfälzisch                                     | Vorderpfälzisch  |
| ------------ | ------------------------------------------------ | ---------------- |
| liegen       | liche                                            | liche/ligge      |
| weinen       | haile/kreische                                   | groine           |
| Wein         | Wai/Woi                                          | Woi              |
| Mädchen      | Määd/Mädl                                        | Mädl             |
| hinfahren    | naafahre (südl. Südpfalz jenseits von Karlsruhe) | hiefahre         |
| Augen        | Ääche                                            | Aache/Aage       |
| Fröhlichkeit | Freehlichkeit                                    | Freehli(s)chkeit |
| fragen       | frooche                                          | frooche/frooge   |
| Frau         | Frää/Fraa                                        | Fraa             |
| ich          | ich/ech                                          | isch             |